# Montefalcione (famiglia)
I Montefalcione sono una famiglia di origine normanna, edificò la terra di Montefalcione dalla quale trasse il proprio nome.
Ha posseduto alcuni feudi, la contea di Acerra ed il marchesato di Montefalcione, e si estinse nella famiglia Poderico.
La famiglia ha partecipato alla storia di Napoli, concorrendo alla nobiltà e partecipando alle cariche istituzionali della città, concesse dai regnanti dell'epoca

## Membri della famiglia Montefalcione
- Nel 1269 compare Iacopo in una missiva del sovrano del tempo che lo esortava a stare pronto per un'attività militare.
- Nel 1308 Milite sposò Margherita Braida.
- Nel 1319 Arnaldo, figlio di Guglielmo, fu castellano di Geraci.
- Nel 1470 Margherita sposò Giovanni Andrea Cioffo, consigliere e presidente di camera.
- Suo fratello Luigi, giustiziere di principato superiore, sposò Diana Caracciolo, da cui ebbe l'unica figlia Lucrezia, che sposò a sua volta Giovanni Antonio Poderico, nella cui famiglia si estinguono i Montefalcione.